# ACT-800
ACT-800 је професионални рачунар, производ фирме ACT који је почео да се израђује у Уједињеном Краљевству током 1982. године.
Користио је MOS Technology 6502 као централни микропроцесор а RAM меморија рачунара ACT-800 је имала капацитет од 48 KB.

## Детаљни подаци
Детаљнији подаци о рачунару ACT-800 су дати у табели испод.
|                       |                       |
| [ 1 ]                 |                       |
| Произвођач            |                       |
| Тип                   | професионални рачунар |
| Меморија              | 48 KB                 |
| Поријекло             | Уједињено Краљевство  |
| Година                | 1982                  |
| Тастатура             | непознато             |
| Процесор              |                       |
| Фреквенција процесора | 2                     |
| RAM                   | 48 KB                 |
| ROM                   | непознато             |
| Текст                 | 80 стубова            |
| Графика               | нема                  |
| Боја                  | не                    |
| Звук                  | непознато             |
| Димензије             | непознато             |
| Портови               |                       |
| Оперативни систем     | непознато             |